# La cursa femenina de patates d'Appleton
La cursa femenina de patates d'Appleton (títol original en anglès, The Appleton Ladies' Potato Race) és un telefilm australià del 2023 basada en l'obra de teatre homònima de la dramaturga i periodista australiana Melanie Tait. La pel·lícula es va estrenar a Austràlia a Network Ten i es va publicar en estríming a Paramount+ Australia. S'ha doblat i subtitulat al català.
La pel·lícula es va rodar a Sydney i a les Southern Highlands amb finançament d'Screen Australia, Screen NSW i l'NSW Regional Film Fund.